# ITunes Remote
iTunes Remote (o semplicemente Remote) è un'applicazione sviluppata dalla Apple Inc. per i sistemi operativi iOS e watchOS. Essa permette di gestire una libreria iTunes attraverso un iPhone, iPad, iPod touch o Apple Watch attraverso una rete Wi-Fi.

## Storia
Il 10 luglio 2008, Apple ha pubblicato l'applicazione attraverso l'Apple Store.
Con la pubblicazione di iTunes 11, Apple ha aggiornato l'applicazione Remote. L'aggiornamento portava una nuova interfaccia grafica.
Dalla versione 4.3.1, pubblicata il 23 febbraio 2017, è stata implementata l'autenticazione a due fattori quando si esegue l'accesso alla funzionalità In casa.

## Funzionalità
L'applicazione permette di gestire più librerie musicali di iTunes. È possibile gestire tutti gli album, i film, i podcast, i programmi televisivi ecc. delle varie librerie. Selezionando un prodotto si è in grado di far partire la riproduzione sul computer associato, regolarne il volume e tutti gli altri controlli musicali.